# Wywiad ze Słońcem Narodu
Wywiad ze Słońcem Narodu – amerykańska komedia filmowa z 2014 roku w reżyserii Evana Golberga i Setha Rogena. Film był kręcony od 10 października do 20 grudnia 2013 roku. Film kręcono w Nowym Jorku oraz w Vancouver. Do końca 2014 roku film obejrzało ponad 2 mln widzów. Film zarobił 15 mln dolarów.
Tekst na plakacie nad tytułem filmu napisany po koreańsku brzmi: Proszę nie wierzyć tym ignoranckim, niehonorowym Amerykanom!.

## Fabuła
Gwiazdor talk show Skylark Tonight Dave Skylark (James Franco) wraz z jego producentem Aaronem Rapaportem (Seth Rogen) dowiadują się, że przywódca Korei Północnej Kim Dzong Un (Randall Park) jest fanem ich programu. Skylark wraz z Rapaportem chcą dowieść, że są prawdziwymi dziennikarzami. W tym celu zdecydowali się na przeprowadzenie wywiadu z dyktatorem. Wkrótce potem CIA zleca im dokonania zamachu na Kima.

## Obsada
- Seth Rogen - Aaron Rapaport
- James Franco - David Skylark
- Lizzy Caplan - Agentka Lacey
- Diana Bang - Sook
- Randall Park – Kim Dzong Un
- Timothy Simons – Malcolm
- Reese Alexander – Agent Botwin
- James Yi – Oficer Koh

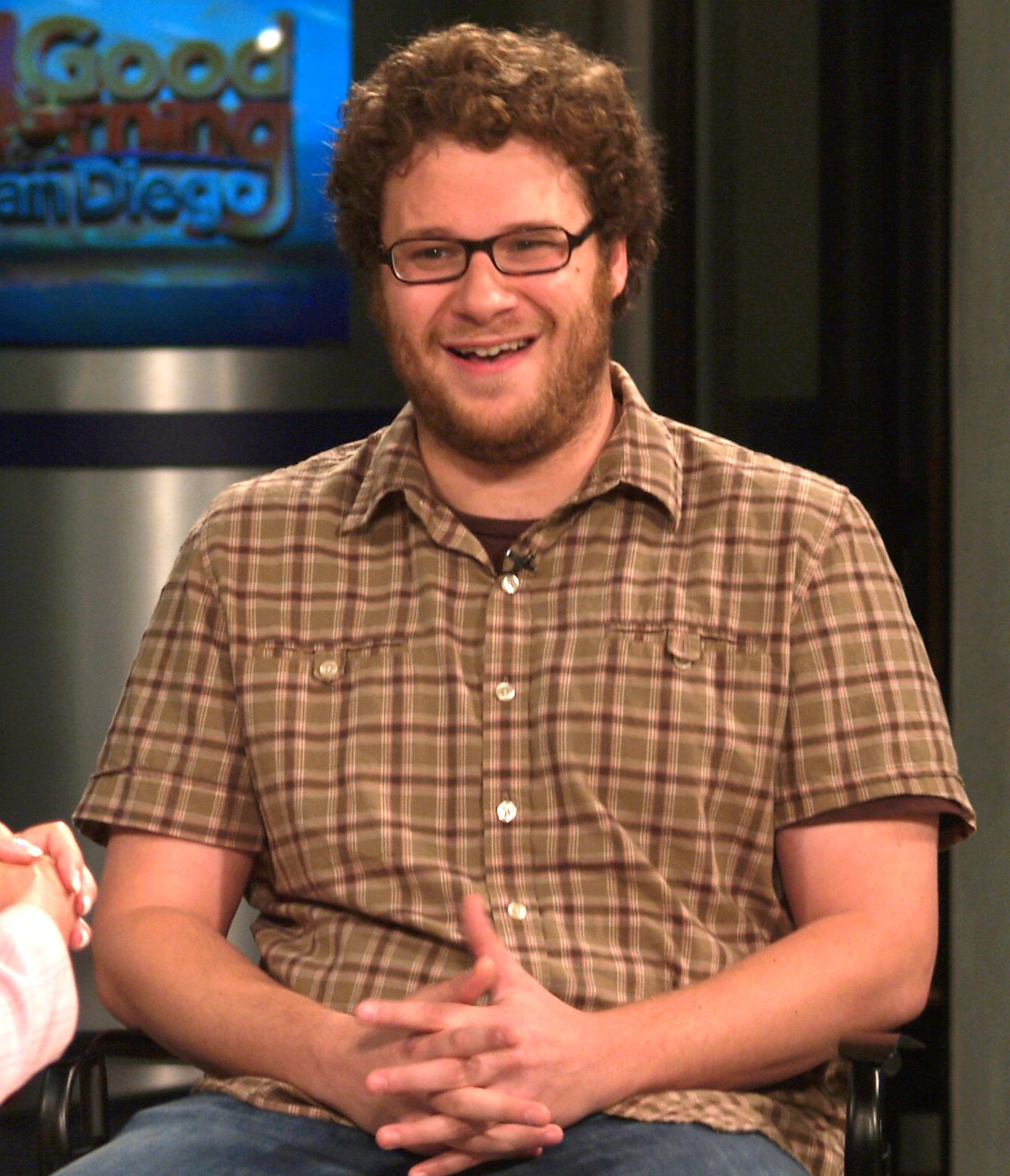
Seth Rogen

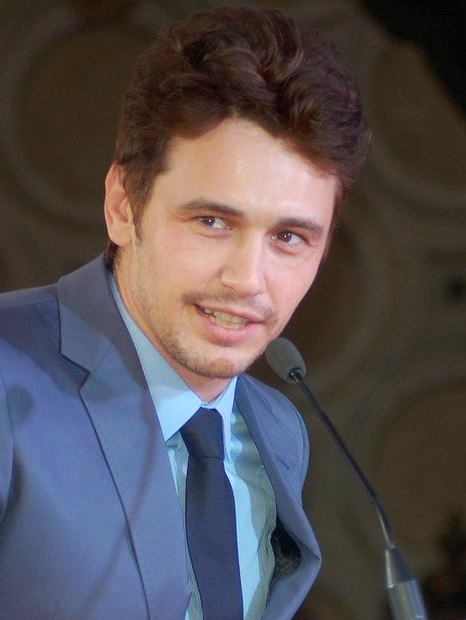
James Franco

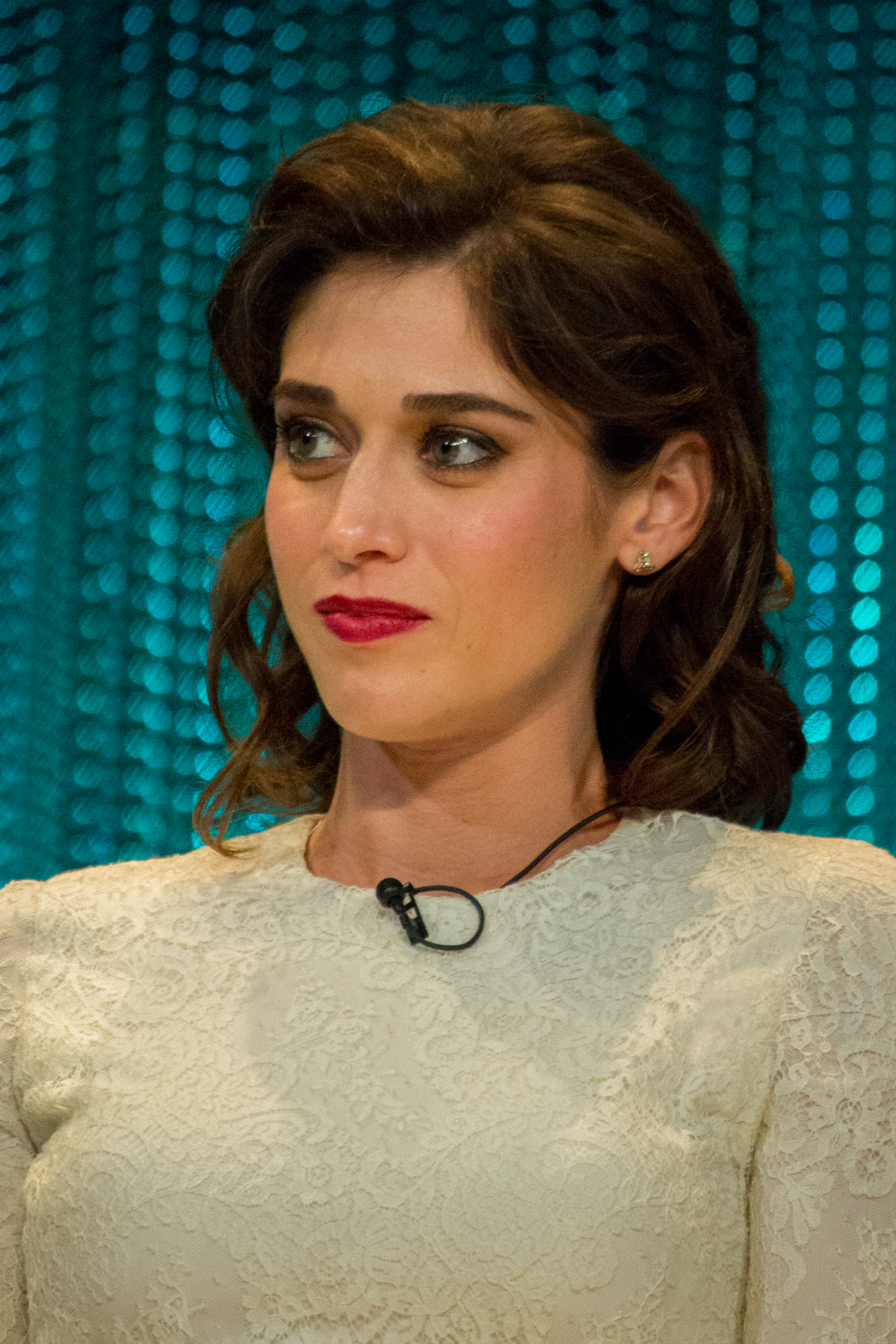
Lizzy Caplan

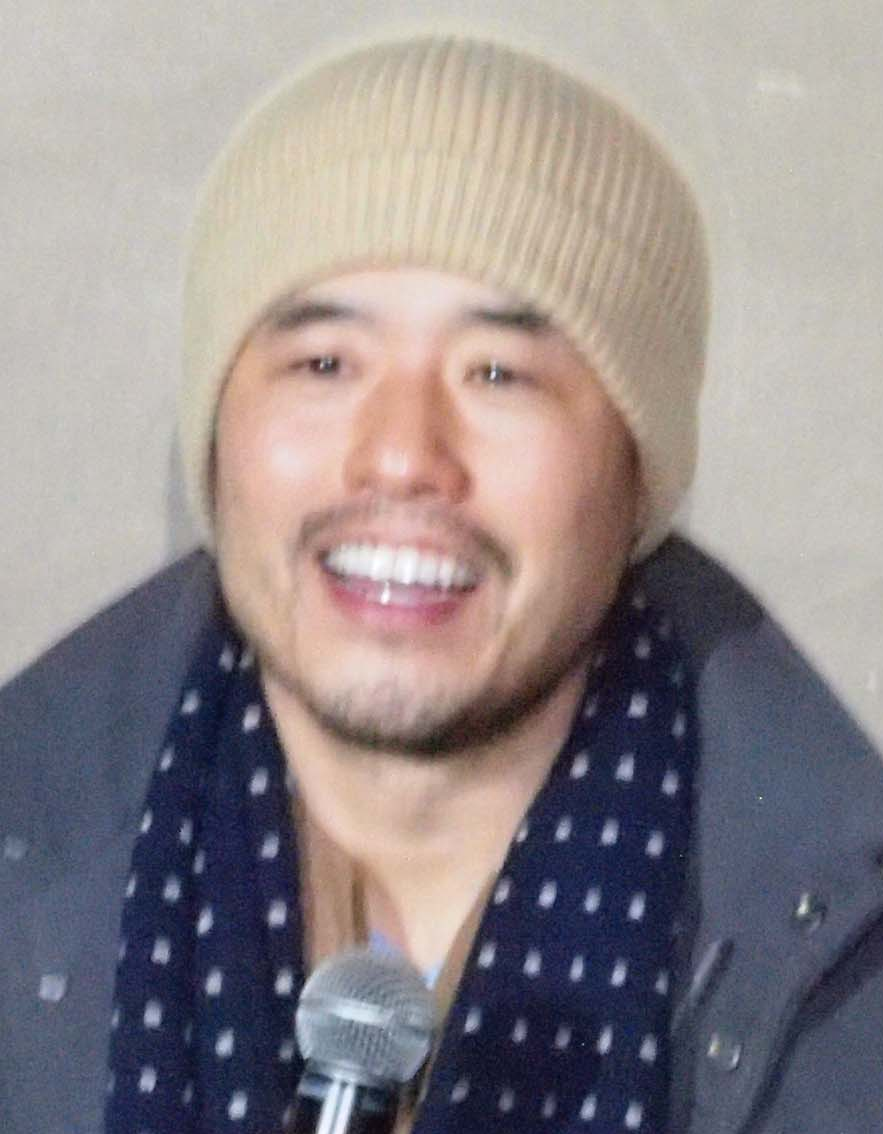
Randall Park

- Tommy Chang – Ochroniarz prezydenta
- Charles Rahi Chun – Generał Jong
- Dominique Lalonde – Jackie
- Steve Chang – żołnierz KRLD
- Anesha Bailey – Janet
- Harrison Lee – syn wieśniaka
- Alice Wetterlund – Jackie
- Isaac Shr – Jim
- Aubrey Miller – Kim
- Paola Botero – tancerka
- Scott Seol – strażnik rebeliantów
- Nick Kaiser – pracownik studia
- Jason Cox – paparrazi
- David Diaan – prezydent Autonomii Palestyńskiej
- Thomas Cadrot – fałszywy żołnierz KRLD
- Yoosik Oum – naukowiec z Korei Południowej
- Dave Ko – żołnierz KRLD
- Ben Schwartz – publicysta
- Stacey Turner – prezenterka wiadomości
- Yuna Song – Koreanka
- Michelle Kim – atrakcyjna Koreanka
- Peenkay Tang – atrakcyjna Koreanka
- Lia Lam – atrakcyjna Koreanka
- Hazeltine Gariza – atrakcyjna Koreanka
- Daniel Lim – strażnik
- Peter Neilly – pilot śmigłowca
- Adrian de Lotz – chiński kierowca autobusu
- Justin Cho – ochroniarz prezydenta
- Don Chow – mężczyzna z dwoma palcami
- Paul Bae – Yu
- Geoff Gustafson – Cole
- Anders Holm – Jake
- Colin Foo – pasażer pociągu
- Larry Hoe – pasażer pociągu
- Cleo Yeh – pasażerka pociągu
- Willem Jacobson – pilot drona
- John Coughlin – pilot śmigłowca
- Don Lew – operator taśmowy
- Andrew Chin – przełączający wideo
- Jung Jin Park – przełączający wideo
- Dan Sterling – technik
- Hong-Gill Cha – żołnierz
- Sean Cho – żołnierz
- Jack Jekeon Cha – żołnierz
- Justin Lee
- Bryce Fishman
- Daniel Park

Niewymienieni w czołówce:
- Mercy Malick – ekspertka
- Danyella Angel – Caroline
- Alan Blumenfeld – premier Izraela
- Daniel Juhn – mieszkaniec Korei Północnej
- Curt Clendenin – imprezowicz
- Daeyoung Danny Kim – żołnierz KRLD
- Joseph Gordon-Levitt – on sam
- Paniz Zade – gość na imprezie
- Rob Lowe – on sam
- Eminem – on sam
- Bill Maher – on sam

## Kontrowersje
Film wywołał falę krytyki ze strony Korei Północnej, jeszcze zanim go ukończono. Przed premierą serwery Sony Pictures Entertainment zostały zaatakowane przez hakerów. Za atak obwiniono Koreańczyków, jednak nie przyznali się oni do tego. Kinową premierę filmu odwołano, co z kolei spotkało się z krytyką wielu amerykańskich środowisk, w tym Baracka Obamy. Ostatecznie film został pokazany 25 grudnia 2014 w około 300 niezależnych kinach. Można go było także obejrzeć za opłatą w serwisach takich jak YouTube, Google Play i Xbox Video.
Ze względów politycznych film nie mógł trafić do północnokoreańskich kin. Aktywista na rzecz praw człowieka Park Sang-hak wysłał za pomocą balonów napełnionych helem płyty DVD i nośniki USB z filmem do Korei Północnej.

## Błędy w filmie

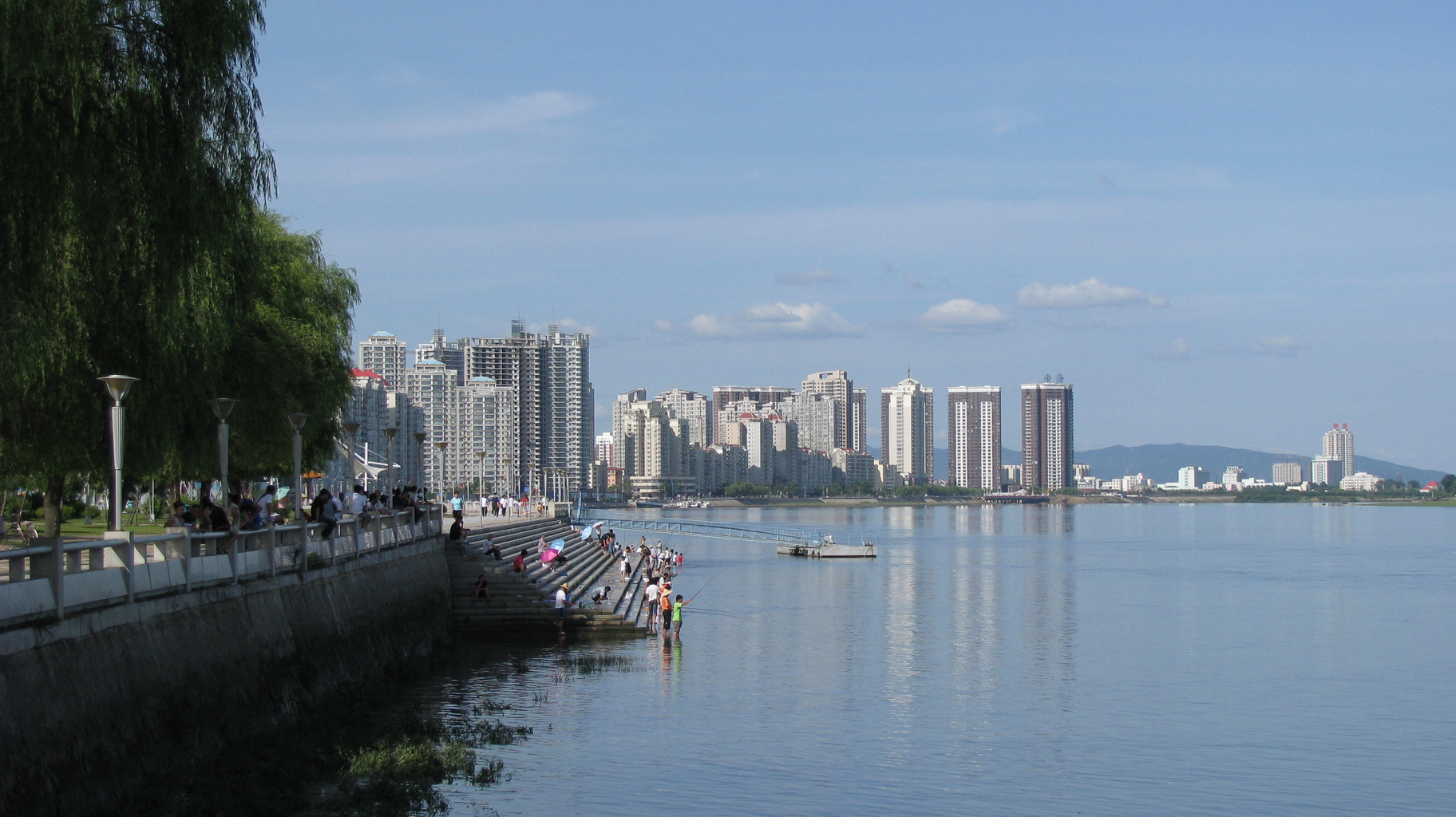
Panorama Dandong

- Gdy Dave i Aaron rozmawiają przed wywiadem, w okularach Rapaporta odbija się światło lampy ledowej używanej do oświetlenia planu filmowego.
- Gdy Aaron wsiada do taksówki, na dachu samochodu podświetlono numer taksówki - 5D32. W innym ujęciu numer zmienia się na 7X41[2].
- W filmie przedstawiono chińskie miasto Dandong jako ubogie i zacofane. W rzeczywistości Dandong to nowoczesne miasto z własnym lotniskiem i połączeniem kolejowym do Korei Północnej i Pekinu[2].
- Podczas filmu, kilkoro obywateli Korei Północnej nazywa swój kraj „Koreą Północną”. W rzeczywistości mieszkańcy Korei Północnej nazywają swój kraj „Koreańską Republiką Ludowo-Demokratyczną”[2].
- Otrucie Kim Dzong Una rycyną przy wstrzyknięciu trucizny do skóry nie mogło się udać – w kontakcie ze skórą rycyna wywołuje tylko ból i zaczerwienienie[2].
- W ośrodku szkoleniowym CIA, flaga została powieszona wspak (gwiazdy na granatowym tle zawsze muszą znajdować się w lewym górnym rogu flagi)[2].
- Podczas wywiadu Skylarka w Nowym Jorku, transmisja zostaje niespodziewanie przerwana, aby nadać informacje z Korei Północnej. W rzeczywistości producenci programu muszą otrzymać ostrzeżenie o takim komunikacie (przynajmniej 3 minuty przed nadaniem)[2].
- Samochód, który przewozi dziennikarzy do domu dyktatora to Cadillac. W rzeczywistości politycy Korei Północnej poruszają się starymi Mercedesami[2].
- Pilot US Air Force, który wystrzeliwuje drona, ma fryzurę niezgodną z przepisami amerykańskich sił powietrznych (włosy muszą być krótsze od 1/4 cala)[2].
- Kiedy Sook przychodzi do Rapaporta omówić ostatnie szczegóły wywiadu, pasek z trucizną na dłoni Aarona znika pomiędzy ujęciami w łóżku[2].